# Robert Long (Musiker)

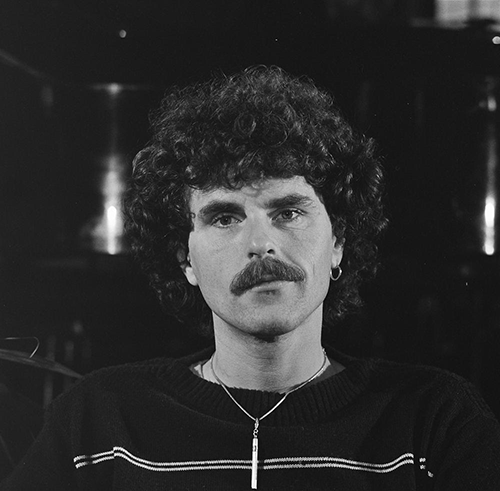
Robert Long (1979)

Robert Long, bürgerlich Jan Gerrit Bob Arend Leverman (* 22. Oktober 1943 in Utrecht; † 13. Dezember 2006 in Antwerpen), war ein niederländischer Liedermacher.

## Leben
Jan Leverman absolvierte nach der Schule eine Ausbildung zum Schaufensterdekorateur und sang nebenbei in einer Amateurband, deren Musik beeinflusst war vom Beat und den frühen 1960er Jahren. Seine Unit Gloria hatte Erfolg mit niederländischen Schlagern. Dies war ihm jedoch zu langweilig, und er begann, seine eigenen Texte zu schreiben. Leverman nannte sich fortan aufgrund seiner Körperlänge von 1,92 m Robert Long und hatte Anfang der 1970er Jahre erste Erfolge als Liedermacher. Seine erste Langspielplatte veröffentlichte er in den Niederlanden 1974. Sein Erfolg in Deutschland begann 1981 mit seiner zweiten deutschsprachigen LP Homo Sapiens. Seine niederländischen Texte wurden von Michael Kunze ins Deutsche übertragen. Long schrieb außer den Texten auch die Musik selbst und arbeitete mit dem erfolgreichen Komponisten und Arrangeur Erik van der Wurff zusammen.
Robert Long stand von Beginn seiner Karriere an offen zu seiner Homosexualität. Seine Texte sind weitgehend autobiografisch inspiriert. Seine größten Erfolge hatte er in Deutschland zu Beginn der 1980er Jahre mit Liedern wie Feste Jungs, Wenn man mich mal fragen würde und Tolerant. Feste Jungs wurde auch von Katja Ebstein aufgenommen für ihr Album He du da. Weiterhin sang er die Titelmelodie der Fernsehserie Q & Q und die niederländische Titelmelodie der Kinderserie Gummibärenbande. 1984 wurde er mit der Gouden Harp ausgezeichnet.
Von 2002 bis zu seinem Tod arbeitete Robert Long mit dem Berliner Entertainer und Texter Donato Plögert zusammen, für dessen Alben Na, aba Hallo (2002), Mittenmang (2004) und Doll wat los (2007) er insgesamt sieben Songs komponierte, darunter dessen größten Chanson-Erfolg Die Alte mit dem Hackenporsche.
Nachdem erst wenige Tage zuvor bekannt gegeben worden war, dass er nicht mehr lange zu leben habe, starb Robert Long 2006 an einer Krebserkrankung.

## Diskografie

### Alben
| Jahr | Titel                                                                | Höchstplatzierung, Gesamtwochen, AuszeichnungChartplatzierungen (Jahr, Titel, Platzierungen, Wochen, Auszeichnungen, Anmerkungen) | Höchstplatzierung, Gesamtwochen, AuszeichnungChartplatzierungen (Jahr, Titel, Platzierungen, Wochen, Auszeichnungen, Anmerkungen) | Anmerkungen                                                                     |
| Jahr | Titel                                                                | NL | DE | Anmerkungen                                                                     |
| ---- | -------------------------------------------------------------------- | --- | --- | ------------------------------------------------------------------------------- |
| 1974 | Vroeger of later                                                     | NL1 ×5Fünffachplatin · (74 Wo.)NL                                                                                                 | — | deutschsprachige Ausgabe: Über kurz oder lang                                   |
| 1977 | Levenslang                                                           | NL2 Platin · (19 Wo.)NL | — |                                                                                 |
| 1980 | Homo sapiens                                                         | NL1 Gold · (33 Wo.)NL | DE27 (8 Wo.)DE | deutschsprachige Ausgabe: Homo sapiens                                          |
| 1983 | Van voor de zomer 1973-1983                                          | NL25 (7 Wo.)NL | — |                                                                                 |
| 1984 | Dag kleine jongen                                                    | NL2 Platin · (37 Wo.)NL | — | deutschsprachige Ausgabe: Tag, kleiner Junge                                    |
| 1986 | Achter de horizon                                                    | NL1 Platin · (42 Wo.)NL | DE56 (2 Wo.)DE | deutschsprachige Ausgabe: Hinter dem Horizont                                   |
| 1988 | Hartstocht                                                           | NL3 Gold · (15 Wo.)NL | — | deutschsprachige Ausgabe: Leidenschaft                                          |
| 1989 | Liedjes uit de krullentijd                                           | NL20 (14 Wo.)NL | — |                                                                                 |
| 1990 | Het onherroepelijke Fantastico album                                 | NL35 (8 Wo.)NL | — |                                                                                 |
| 1992 | Voor mijn vrienden                                                   | NL11 Gold · (14 Wo.)NL | — |                                                                                 |
| 1993 | Het allerbeste van Robert Long                                       | NL20 Gold · (15 Wo.)NL | — |                                                                                 |
| 1994 | Uit liefde en respect                                                | NL5 Gold · (27 Wo.)NL | — |                                                                                 |
| 1994 | In die dagen                                                         | NL69 (3 Wo.)NL | — |                                                                                 |
| 1996 | Nu                                                                   | NL40 (12 Wo.)NL | — |                                                                                 |
| 1997 | Uit liefde en respect voor Gershwin                                  | NL13 (8 Wo.)NL | — |                                                                                 |
| 1999 | Lang genoeg jong                                                     | NL12 (12 Wo.)NL | — | deutschsprachige Ausgabe: Lange genug jung (letzte deutschsprachige Produktion) |
| 2002 | Brand!                                                               | NL28 (26 Wo.)NL | — |                                                                                 |
| 2006 | ’N duivels genoegen                                                  | NL32 (20 Wo.)NL | — |                                                                                 |
| 2012 | Best of                                                              | NL45 (5 Wo.)NL | — | 3-fach-CD                                                                       |
| 2016 | Jij wou mij totaal - Zijn complete nederlandstalige oeuvre 1974–2006 | NL23 (1 Wo.)NL | — |                                                                                 |

Weitere Alben
- 1984: Liefste m’n liefste
- 1985: 10 jaar theater
- 1988: Goud op zilver (NL: Gold)
- 1988: Tsjechow (mit Dimitri Frenkel und Frank Long, NL: Gold)
- 1995: Uit Liefde en Respect … voor zoveel Moois
- 2000: Vanavond tussen 8 en 11 live

Weitere deutschsprachige Alben
- 1979/1981: Liederbuch
- 1984: Morgen sind wir tolerant
- 1995: Alles was du wirklich liebst
- 2006: Robert Long – Seine Lieder, (2-CD-Kompilation), Sound of the Seas Ltd / Conträr Musik

### Singles
| Jahr | Titel Album                 | Höchstplatzierung, Gesamtwochen, AuszeichnungChartsChartplatzierungen (Jahr, Titel, Album, Platzierungen, Wochen, Auszeichnungen, Anmerkungen) | Anmerkungen                                       |
| Jahr | Titel Album                 | NL | Anmerkungen                                       |
| ---- | --------------------------- | --- | ------------------------------------------------- |
| 1973 | Let Us Try                  | NL11 (7 Wo.)NL |                                                   |
| 1973 | I Believe in Love           | NL31 (4 Wo.)NL |                                                   |
| 1984 | Heeft een kind een toekomst | NL30 (3 Wo.)NL |                                                   |
| 1986 | Iedereen doet ’t            | NL9 (10 Wo.)NL |                                                   |
| 1986 | Geef ons vrede              | NL37 (3 Wo.)NL |                                                   |
| 1988 | Vanmorgen vloog ze nog      | NL16 (7 Wo.)NL | mit Martine Bijl, Simone Kleinsma und Robert Paul |

Weitere Lieder
- Back in the Sun (mit Unit Gloria, 1970)
- Nothing Would Matter (als Michael Hirschmann, 1973)
- Ai lof joe so (1988)